# 拜林根
拜林根是德国莱茵兰-普法尔茨州的一个市镇。总面积4.31平方公里，总人口364人，其中男性176人，女性188人（2011年12月31日），人口密度84人/平方公里。